# طائع
الطائع (نام کامل وی: أبو بکر عبد الکریم بن المطیع بن المقتدر بن المعتضد الطائع بالله) از خلفای عباسی در بغداد بود که از سال ۹۷۴ میلادی/ ۳۶۳ هجری تا سال ۹۹۱ میلادی/۳۸۱ هجری خلافت کرد. در دوران خلافت وی، سوریه تحت هجوم ترکان، فاطمیان و قرامطه قرار گرفته بود؛ در حالی که آل بویه به جنگ‌های داخلی روی آورده بودند و تهدیدی برای نظام خلافت به شمار نمی‌رفتند. او در سال ۳۹۳ هجری درگذشت. پس از او ابوالعباس احمد قادر به خلافت رسید.